# Stasys Eidrigevičius
Stasys Eidrigevičius (ur. 24 lipca 1949 w Mediniškiai na Litwie) – artysta wizualny pochodzenia litewskiego, od 1980 roku mieszkający i tworzący w Polsce. Jest czynny w wielu dziedzinach sztuki: projektuje plakaty, ilustruje książki, maluje obrazy, tworzy scenografię, fotografuje, urządza performance, jest współpracownikiem tygodnika „Polityka”. Zilustrował 16 książek wydanych w Polsce oraz 21 książek wydanych za granicą.

## Życiorys
Urodził się we wsi Mediniškiai na północy Litwy. W 1956 przeniósł się wraz z rodziną do wsi Lepšiai koło Poniewieża. W latach 1964–1968 uczył się w technikum w Kownie, na kierunku projektowania wyrobów ze skóry, a następnie w latach 1968–1973 studiował na wydziale pedagogicznym Instytutu Sztuk Pięknych w Wilnie.
W 1972 roku po raz pierwszy odwiedził Polskę na zaproszenie kolekcjonera exlibrisów, Edmunda Puzdrowskiego z Bydgoszczy. W 1973 roku został odznaczony medalem na VI Międzynarodowym Biennale Exlibrisu Współczesnego w Malborku. W 1974 roku odbył służbę wojskową w szeregach Armii Czerwonej. W 1975 roku ponownie odwiedził Polskę i znów otrzymał medal na VII Biennale Exlibrisu w Malborku.
W 1976 roku ożenił się z Lucyną (Lucją) Sinkiewicz, studentką Akademii Sztuk Pięknych w Warszawie. Został ojcem trojga dzieci: Barbary (1976), Justyny (1977) i Ignacego (1982).
W 1975 roku oraz 1978 roku starał się bezskutecznie o legalizację pobytu w Polsce i dopiero w 1980 roku otrzymał pozwolenie na pobyt stały.
W 1980 przyznano mu Nagrodę Polskiego Stowarzyszenia Wydawców Książek na Wystawie Najpiękniejszej Książki dla Dzieci za ilustracje do Króla Kruków.
W 1988 roku zrezygnował z obywatelstwa ZSRR.
W 2000 roku został odznaczony Krzyżem Oficerskim Orderu Wielkiego Księcia Giedymina, a w 2010 roku Srebrnym Medalem „Zasłużony Kulturze Gloria Artis”.
Pod koniec 2010, z okazji 60. urodzin artysty, nakładem Wydawnictwa ABE ukazał się album Stasys60 z ponad 300 ilustracjami jego prac.
W 2019 roku Eidrigevičius otrzymał Krzyż Komandorski Orderu Zasługi Rzeczypospolitej Polskiej.
W 2024 roku powstało Muzeum Stasysa mieszczące się w Poniewieżu na Litwie.

## Filmografia
Jako bohater
- 2009: Gościem u siebie (reżyseria Arkadiusz Biedrzycki i Rafał Pogoda)
- 2009: Premio europeo di letteratura (reżyseria Robert Laus)
- 1997: Summer Resident[2] (reżyseria D. Carlson)
- 1994: Siedem misteriów według Stasysa (reżyseria Andrzej Papuziński)

## Teatr
- 1994: Biały jeleń[2] – spektakl, którego reżyserem i bohaterem scenicznym jest Stasys Eidrigevicius
- 1997: Wood Picture – reżyseria Stasys Eidrigevicius

## Performance
- 1992: Closing
- 1992: Hommage a Vincent[2] (Kazimierz Dolny)
- 1992: Road (Kraków)
- 1993: Well (Wilno)
- 1995: Circles (Perth)
- 1997: Passing Water (Japonia)
- 1998: Erotyki[2] (Warszawa)
- 1999: Wine Fest (Castello di Ama)
- 1999: 1h5 (Warszawa)
- 2000: Rain[2] (Tel Aviv)
- 2000: Touching the wall (Japonia)
- 2006: Przemarsz żywych obrazów[2]

## Ważniejsze nagrody w dziedzinie ilustracji
- Konkurs PTWK Najpiękniejsza Książka Roku za ilustracje do książki Król Kruków P. Delarue (KAW, 1980)[7]
- Plakieta BIB'79 (Bratysława) za książkę Robotas Ir peteliske, tekst: V. Zilinskaite (wyd. Vaga, Wilno 1978)[8]
- Plakieta BIB'81 (Bratysława) za książkę Król kruków, tekst: P. Delarue (KAW, 1981)[8]
- Premio Katalonia w II Międzynarodowym Konkursie na Ilustracje Książkową (Barcelona, 1986) za il. do tekstu Z powrotem, czyli fatalne skutki niewłaściwych lektur, tekst: Z. Batko (Iskry, 1985)[8]
- Plakieta BIB'89 za książkę Hans Naselang, tekst: J. Kruss (Nord-Süd Verlag, Zurych, 1989)[8]
- Golden Pen (Belgrad, 1990) za książkę Hans Naselang, tekst: J. Kruss (Nord-Süd Verlag, Zurych, 1989)[8]
- Silver Brush (Amsterdam, 1990)[8]
- Nagroda Die Zeit (Niemcy, 1990)[8]
- Grand Prix na I Międzynarodowym Biennale Ilustracji (Belgrad, 1990) za książkę Kot w butach, Ch. Perraulta (Nord-Süd Verlag, Zurych, 1990)[8]
- Grand Prix Biennale Ilustracji Bratysława BIB'91 za książkę Kot w butach, Ch. Perraulta (Nord-Süd Verlag, Zurych, 1990)[8]
- Sankei Children’s Book Award (Tokio, 1992)[8]
- Nagroda Muzeum Troisdorf (Niemcy, 1992)[8]
- PS IBBY Książka Roku 1993 za ilustracje do książki Mała świnka, tekst: A. Ramachander[8]
- Nominacja do Nagrody im. H. Ch. Andersena w 1998[8]